# Lola Björkquist
Lola Kerstin Elisabet Björkquist, född Ahlquist 10 december 1937 i Karlskrona, död 30 maj 2022 i Domkyrkodistriktet i Linköping, var en svensk sjuksköterska och politiker (folkpartist).
Lola Björkquist, som var dotter till en ingenjör, blev legitimerad sjuksköterska 1960 och var därefter laboratoriesköterska 1960–1972, laboratorieassistent 1972–1991 och administrativ assistent vid Linköpings universitet från 1992. Hon var bror till Bengt Ahlquist.
Hon var riksdagsledamot för Östergötlands läns valkrets 1988–1991 och var även ersättare i riksdagen kortare perioder 1991 och 1992. I riksdagen var hon bland annat suppleant i kulturutskottet och lagutskottet 1988–1991. Hon var främst engagerad i utbildnings- och kulturpolitik.